# Ballyhaise
Ballyhaise (Béal atha hÉis en irlandais, « entrée du gué aux eaux rapides ») est un village du comté de Cavan en république d'Irlande.

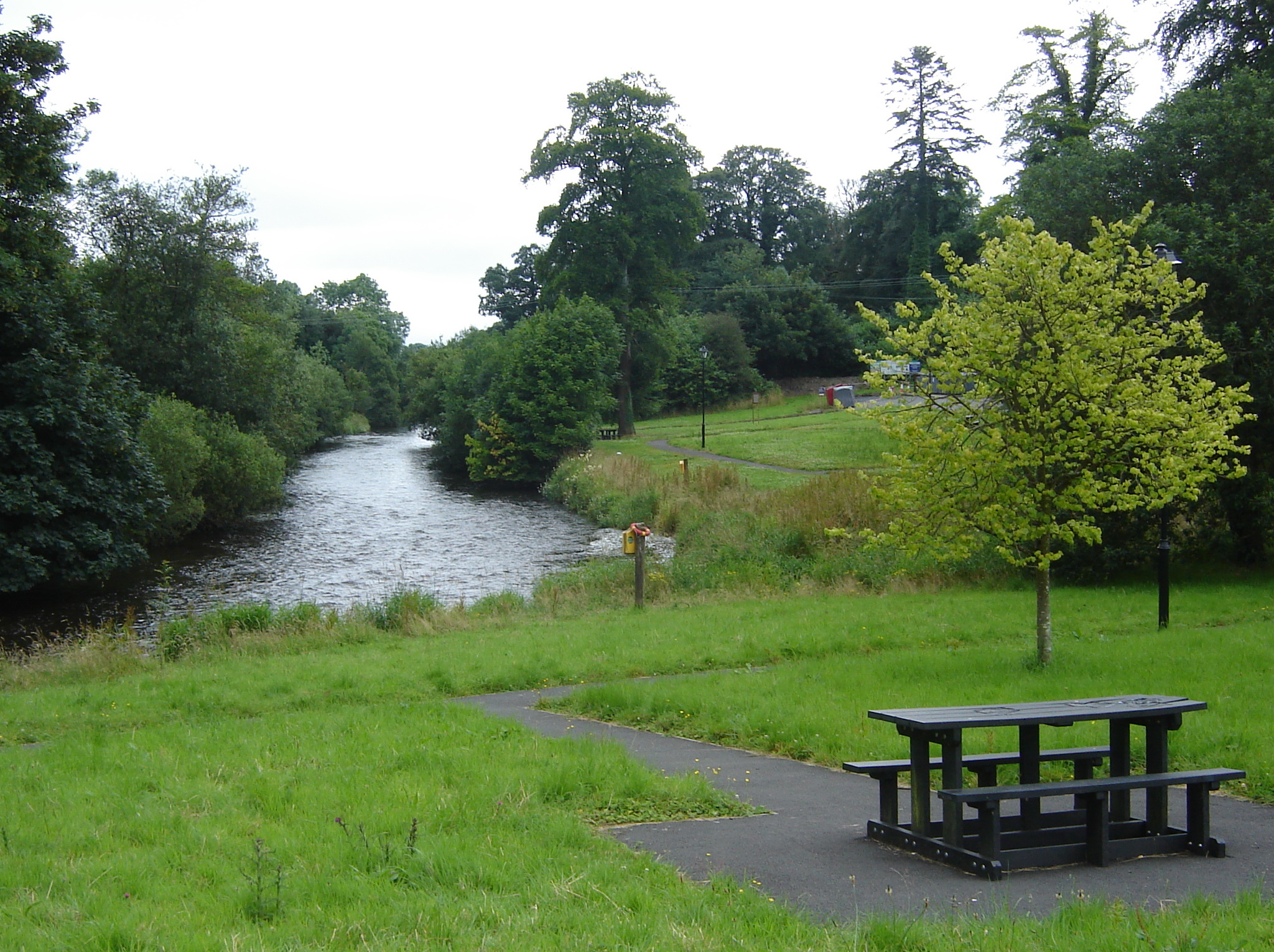
La rivière Annalee à Ballyhaise.

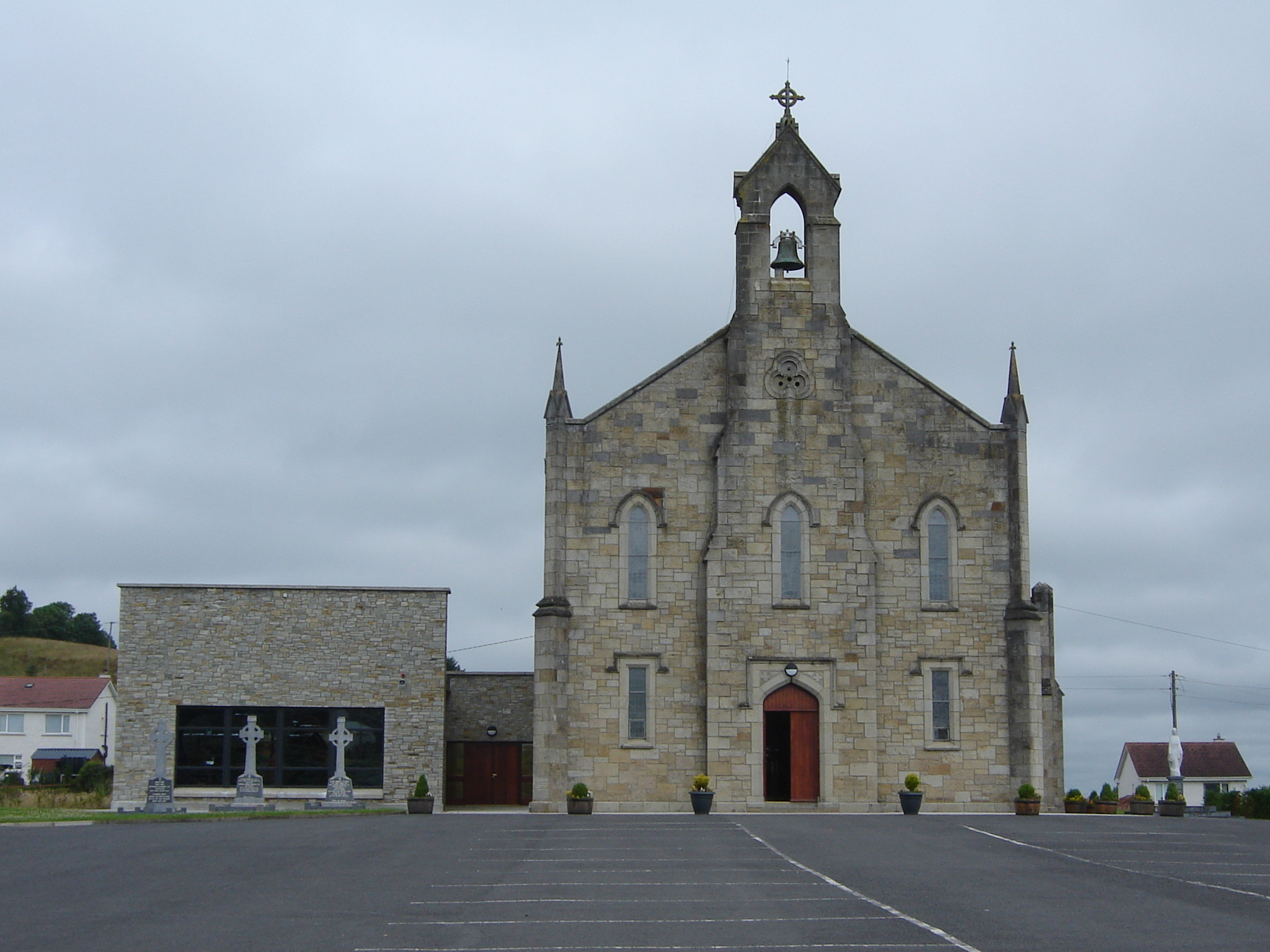
L'église catholique romaine de Ballyhaise.

## Géographie
Ballyhaise est situé à quelque 7 km au nord-nord-est de Cavan, à une quinzaine de minutes (11 km) de la frontière avec l'Irlande du Nord, via la N54. Dublin se trouve à 110 kilomètres.
La rivière Annalee, affluent de l'Erne, passe à proximité du village.